# شول‌لار
شول‌لار (به لاتین: Şollar) یک منطقه مسکونی در جمهوری آذربایجان است که در شهرستان خاچماز واقع شده است. شول‌لار ۱۴۳۳ نفر جمعیت دارد.